# Polittico di San Giorgio
Il polittico di San Giorgio realizzato dall'albinese Giovan Battista Moroni, è composto da sei tele ed è conservato nella chiesa parrocchiale di San Giorgio di Fiorano al Serio in provincia di Bergamo.

## Storia
Il grande polittico fu eseguito durante il triennio 1575-1578.
L'opera, secondo Francesco Tassi, fu commissionata al Moroni al prezzo di 400 lire e una somma di frumento, questo pare sia stato ritirato dalla moglie dopo la sua morte. Negli atti della visita pastorale di san Carlo Borromeo dell'autunno del 1575, si descrive la cappella maggiore con gli affreschi sulle pareti e sulla volta, ma priva del polittico, e dato che il lavoro fu concluso, nel 1578, anno della morte dell'artista, è ben plausibile che il pagamento in frumento sia stato poi consegnato alla vedova. Il documento che ne conferma la commissione, fu indicato dal Tassi come presente nell'archivio parrocchiale, smentendo il Calvi che aveva indicato come opera del Il Moretto, anche se Moroni riprese in questa opera quando aveva appreso dal suo maestro, in particolare con la Pala di Pralboino della chiesa di Sant'Andrea di Pralboino.

Dallo studio stilistico le diverse tele del polittico sembra siano state realizzate in tempi differenti. Secondo il critico Giuseppe Frangi, la tela centrale con san Giorgio e la principessa sarebbe esser stato realizzato prima del anni settanta del Cinquecento, mentre le tele dei santi sono d'epoca successiva, ma il dipinto raffigurante san Giorgio sul lato inferiore sinistro è sicuramente coevo con san Giorgio e anche lo stile sicuramente adottato negli anni settanta del XVI secolo di una pittura dove la visione atmosferica che tempera le forme portando a avere una consistenza plastica minore, una pittura definita dalla Gregori senza corpo presente negli ultimi lavori del Moroni. La scelta del Moroni di ripresentare il Moretto nasce anche dalla sua volontà di raffigurare elementi sacri con l'austerità che si allontanasse dalla forma manieristica tanto presente nel Cinquecento. Però Donato Calvi aveva già nel suo studio indicato l'opera come lavoro del Moroni.  
(Donato Calvi)
Il manufatto fu restaurato più volte, nel 1751 la cornice da Giovanni Alberti, nel 1946 e 1953 da Arturo Cividini, 1979 da Giuseppe Arrigoni e Antonio Quarti. Il polittico di san Giorgio è stato oggetto di restauro nel 2016 da parte della Fondazione Creberg con il programma Grandi Restauri a opera di Andrea Lutti per i dipinti e Leone Algisi per la cornice.
L'opera fu più volte esposta, a Bergamo nel 1920 e a Milano nel 1953 nelle tele raffiguranti santa Lucia, san Defendente e san Giorgio, e nuovamente a Bergamo nel 1979 e 2004.

Nel 1874 il polittico fu oggetto d'interesse di Gustavo Frizzoni che volle farlo valutare per poterlo far acquistare dal Ministero della PUbblica Istruzione nella persona di Ruggero Bonghi, inserendolo nel progetto di “completare la storia dell'arte rappresentata dalle varie scuola” per un valore di L. 40 mila: 
(Catalogo dei dipinti e dell scuole classiche di proprietà pubblica e privata  – Gustavo Frizzoni)
A casa del primo conflitto mondiale, il polittico viene trasferito a Roma per motivi di sicurezza, e al suo ritorno oggetto di lavori di restauro e pulitura, dove risulta che la struttura dei telai presentava criticità.
Alcuni storici considerarono la possibilità che l'opera fosse eseguita in periodi differente, supposizione scartata anche dalla storica Mina Gregori.

## Descrizione
Il polittico viene più volte citato: 
(Giovanni dal Ponte – 1819, 1820)
(Illustri bergamaschi - Pittori Pasino Locatelli)
Nella sezione centrale si conserva la scritta: POP. AD. D. GEORG. PATR. SUUM. UT MOSTRUM HORRIF./ CUN INERMIS CRUDEL MINAX/MONSTRO ATARTAREO NOS TUEARE RUOS.
Le sei tele sono inserite in una importante cornice e si sviluppano su tre registri. La grande tela centrale raffigura san Giorgio su di un cavallo bianco, soggetto che nell'Ottocento era stato dal critico Locatelli interpretato erroneamente come san Martino di Tours.  La principessa, raffigurata in ricche vesti sta ai suoi piedi e indica il drago ormai sconfitto dal santo.
Due tele raffigurano a figura intera le sante Apollonia e Lucia nei riquadri superiori, mentre in quelli inferiori i santi Alessandro di Bergamo e Defendente. La cimasa raffigura la Madonna col Bambino.
Nella chiesa mariana del Paradiso di Clusone si conserva una copia della tela raffigurante santa Lucia risalente alla fine del Seicento.